# Thomas Philippon
Thomas Philippon (né en mai 1974) est un économiste français, spécialiste d'économie financière, et auteur de l'ouvrage Le capitalisme d'héritiers : la crise française du travail (2006). Il est administrateur du think tank européen EuropaNova.

## Biographie
Admis 33e (option P') à l'École polytechnique en 1994, Thomas Philippon obtient ensuite un DEA d'économie à l'EHESS en 1998. Il est également détenteur d’un Ph.D. en sciences économiques du MIT, obtenu en 2003.
Professeur d'économie à l'université de New York et à l'École d'économie de Paris, il étudie l'économie française en s'intéressant à la corrélation entre le type d'actionnariat des entreprises et l'âge auquel les salariés partent en préretraite ou en retraite.
Il s'est engagé dans la campagne présidentielle de Ségolène Royal en 2007.
Lors de l'élection présidentielle française de 2012, il signe l'appel des économistes en soutien au candidat François Hollande en raison de « la pertinence des options [proposées], en particulier pour ce qui concerne la reprise de la croissance et de l'emploi ». 
Le 28 juin 2012, Thomas Philippon est nommé conseiller économique au sein du cabinet de Pierre Moscovici, ministre de l'Économie et des Finances, il travaille notamment avec Alexis Kohler. Il abandonne ses fonctions de conseiller le 26 juillet 2013.
En 2017, pour l'élection présidentielle, il soutient Emmanuel Macron.

## Théories

### Les entreprises familiales
Thomas Philippon a cherché à montrer que les entreprises familiales sont moins efficaces que les entreprises classiques, car les premières se caractérisent généralement par des pratiques managériales
archaïques : délégation de l’autorité limitée, absence de système légitime de promotion interne. Son étude soutient en outre que les salariés ont tendance à quitter plus tôt les entreprises familiales de grande taille, dont le dirigeant ou les principaux actionnaires sont des héritiers de la deuxième ou la troisième génération, que les entreprises classiques[source insuffisante].
Il a également découvert que les perspectives de promotion interne sont plus faibles dans ces entreprises et la conflictualité plus forte, malgré des politiques sociales visant à diminuer l'influence des syndicats, ce qui amène les salariés à préférer un départ, même pour des conditions financières médiocres. En effet, ces salariés préférant quitter l'entreprise sont nombreux chez les cadres et les intermédiaires hiérarchiques, privant l'entreprise de collaborateurs expérimentés, qui partent avec leur savoir-faire et leurs carnets d'adresses.[réf. nécessaire]

### Stock-options et gestion des entreprises
Thomas Philippon a étudié le poids croissant des stock-options dans le capitalisme moderne et leur impact sur les méthodes de gestion.
Avec l'Américain Daniel Bergstresser, professeur à Harvard, il a publié en septembre 2002 une étude, développée en décembre 2004, établissant une forte corrélation entre les stratégies de court terme des entreprises, ainsi que l'habillage comptable permettant d'externaliser un maximum de bénéfices à brève échéance, et la part de la rémunération des dirigeants qui dépend de leurs stock-options.
Les deux chercheurs soutiennent qu'au cours des 15 dernières années, les rémunérations basée sur les stock-options ou la valeur des actions ont connu une énorme augmentation : l’exposition médiane du patrimoine des PDG à la valeur de l’action de leur société a triplé en 14 ans, de 1980 à 1994 puis doublé en 6 ans, entre 1994 et 2000.
Ces travaux convergent avec les constatations empiriques de Francis Mer, ex-patron d'Arcelor et ministre des Finances, dans son livre de 2005, Vous, les politiques (éditions Albin Michel), écrit avec Sophie Coignard, ou dans celui de Vincent Almond (pseudonyme d'un haut-consultant dans la finance) écrit en 2002 après l'affaire Enron, Les mensonges de la Bourse.

## Travaux, articles et livres
- Le capitalisme d'héritiers : la crise française du travail, 2007[11].
- (en) Daniel Bergstresser et Thomas Phillippon, CEO Incentives and Earnings Management
- Vive les primaires!, NYU
- Tribune au Monde, NYU
- (en) Thomas Philippon, The Great Reversal : How America Gave Up on Free Markets, Harvard University Press, 2019